# 2007年联合国气候变化大会
2007年联合国气候变化大会（英文：2007 United Nations Climate Change Conference；2007年12月3日─12月15日）在印度尼西亚巴厘岛的巴厘岛国际会议中心举行，180多个国家的代表和政府组织及非政府组织的观察员参加了会议。
会议通过了“巴厘岛路线图”，决定在2009年前就应对气候变化问题的新安排举行谈判。